# Линецкий сельсовет
Лине́цкий сельсове́т — муниципальное образование со статусом сельского поселения в Железногорском районе Курской области России. 
Административный центр — село Линец.

## География
Расположен на юго-востоке района. Граничит с Кармановским и Рышковским сельсоветами Железногорского района, Ваблинским сельсоветом Конышевского района, Русановским и Солдатским сельсоветами Фатежского района. Гидрографическая сеть сельсовета представлена рекой Усожей и её притоками: Линчиком и Радубежским ручьём, водохранилищами. Лесные ресурсы сосредоточены в урочищах Красная Роща и Радубежская Роща, а также разбросаны пятнами среди сельскохозяйственных угодий и занимают 11,8% территории сельсовета. Леса, как правило, широколиственные дубовые с примесью липы, клёна, тополя.

## История
Образован в первые годы советской власти в составе Нижнереутской волости Фатежского уезда. В 1928 году вошёл в состав новообразованного Фатежского района.
В 1929 году на территории сельсовета был образован колхоз «Гигант», включавший в себя 11 соседних сёл и деревень. Однако ведение хозяйства в таком крупном колхозе было признано неэффективным и вскоре «Гигант» был разделён на несколько артелей. В 1937 году на территории сельсовета действовали колхозы: имени Пушкина (д. Роговинка), имени Кирова (с. Линец), имени Куйбышева (х. Весёлый). В начале 1950-х годов все колхозы сельсовета были объединены в одну артель — имени Маленкова. В 1958 году колхоз имени Маленкова был переименован в колхоз «Россия».
В 1959 году в состав Линецкого сельсовета из Нижнехалчанского сельсовета была передана территория упразднённого в 1954 году Радубежского сельсовета: деревни Журавинка, Подымовка, Понизовка, Трубицыно, Толстовка, хутора Основное, Пролетаровка и Сотникова, а также колхоз «Путь Ильича», действовавший на этой территории. В июле 1959 года колхоз «Путь Ильича» был присоединён к колхозу «Россия», который стал самой крупной артелью на территории Фатежского района.
В 1985 году деревня Подымовка и хутор Пролетаровка были переданы из Линецкого сельсовета в состав Нижнехалчанский сельсовет. В декабре 1991 года Линецкий сельсовет был передан из Фатежского района в Железногорский район. 
Законом Курской области № 48-ЗКО от 21 октября 2004 года муниципальное образование Линецкий сельсовет наделено статусом сельского поселения.
Законом Курской области № 76-ЗКО от 26 октября 2017 года к Линецкому сельсовету был присоединён Нижнеждановский сельсовет.

## Состав сельского поселения
| №  | Населённый пункт | Тип населённого пункта       | Население |
| -- | ---------------- | ---------------------------- | --------- |
| 1  | Верхнее Жданово  | деревня                      | ↗193      |
| 2  | Весёлый          | хутор                        | ↘56       |
| 3  | Журавинка        | деревня                      | ↘32       |
| 4  | Заречье          | хутор                        | ↗26       |
| 5  | Калиновка        | деревня                      | ↘7        |
| 6  | Клюшниково       | деревня                      | ↗30       |
| 7  | Ленина           | хутор                        | ↘15       |
| 8  | Линец            | село, административный центр | ↗399      |
| 9  | Нижнее Жданово   | деревня                      | ↘51       |
| 10 | Овсянниково      | деревня                      | ↘34       |
| 11 | Ольшанец         | хутор                        | ↘17       |
| 12 | Основное         | хутор                        | ↘3        |
| 13 | Понизовка        | деревня                      | ↘12       |
| 14 | Роговинка        | деревня                      | ↘100      |
| 15 | Сотникова        | хутор                        | →2        |
| 16 | Толстовка        | деревня                      | ↘0        |
| 17 | Трубицыно        | деревня                      | ↘40       |

## Население
| 2002 | 2010 | 2012 | 2013 | 2014 | 2015 | 2016 |
| ---- | ---- | ---- | ---- | ---- | ---- | ---- |
| 679  | ↘629 | ↘622 | ↗623 | ↗632 | ↘626 | ↗627 |
| 2017 | 2018 | 2019 | 2020 | 2021 |      |      |
| ↘620 | ↗986 | ↘976 | ↘948 | ↗991 |      |      |

## Главы сельсовета
Список неполный:
- Половинкин (1930-е годы);
- Глебов (1935 год);
- Несват (1937 год);
- Губин Юрий Петрович (до 1962 года — после 1972 года);
- Шинкаренко Иван Васильевич (конец 1970-х годов);
- Протасов Ю. М. (1980-е годы);
- Шинкаренко Иван Васильевич (повторно, 1980-е годы);
- Протасова Н. (1990 год);
- Плесенков Николай Сергеевич (1999—2004);
- Шинкарёв Алексей Иванович (2004—2018);
- Брехова Татьяна Владимировна (с 2018 года)[18].